# La Vallée-Foulon
La Vallée-Foulon est un lieu-dit inhabité et une ancienne commune française du département de l'Aisne.

## Toponymie
Le lieu-dit est mentionné sous les formes Altare de Luy (1145) ; in valle de Lui (1146) ; Valdevile (1190) ; Vaudelui (1272) ; Vaudeluy (1316) ; Molin-Foulon (1383) ; Vaudeluye (1411) ; Vallée-Foullon (1574).

Le hameau était jadis appelé Luy et les moines de l'Abbaye de Vauclair le nommèrent « La Vallée-Foulon » en raison des deux moulins à fouler le drap qu'ils y créèrent.
Le foulon est un moulin à eau (Molin-Foulon en 1383) où l’on battait ou foulait les draps de laine ou de chanvre, à l’aide de maillets ou battoirs. Le mot est issu de l’ancien français fole ou folle, attesté au XIIe siècle et prononcé foule, « moulin à foulon où l’on battait le drap », d’où le follon, « machine à pilon » employée à cet effet. Ce dernier terme est issu du latin fullonem, accusatif de fullo, « celui qui presse les étoffes, dégraisseur d’étoffes », du latin populaire *fullare, « fouler, presser ».

## Histoire
L'existence est attesté dès le Moyen Âge sous la forme Altare de Luy en 1145 dans un cartulaire de l'abbaye de Vauclair. 
Paroisse indépendante, sous l'Ancien régime, La Vallée-Foulon est transformée en une commune française à la Révolution française. Elle est regroupée en 1807 avec Vauclerc pour former la commune de Vauclerc-et-la-Vallée-Foulon.
La Première Guerre mondiale et la bataille du Chemin des Dames ravagent le secteur de La Vallée-Foulon et détruit la localité. Classée en zone rouge au lendemain de la guerre, La Vallée-Foulon n'est pas reconstruite. 
La commune de Vauclerc-et-la-Vallée-Foulon, classée également en zone rouge, est dissoute par décret du 9 septembre 1923 et son territoire, scindé en deux sections, est répartie entre Bouconville et Oulches.
- La section de Vauclerc est rattachée à Bouconville, qui prend le nom de Bouconville-Vauclerc, renommée Bouconville-Vauclair en 1973.
- La section de La Vallée-Foulon est rattachée à Oulches pour former Oulches-la-Vallée-Foulon, nommée en souvenir de la localité rasée. Détruit, le hameau n'avait pas été rebâti, et son souvenir se perpétue dans cette union toponymique[3].